# Polenta richii
Polenta richii là một loài bướm đêm trong họ Noctuidae.